# متئو ریوولتا
متئو ریوولتا (به انگلیسی: Matteo Rivolta) (زادهٔ ۱۶ نوامبر ۱۹۹۱) شناگر اهل ایتالیا است.